# Lucy-sur-Yonne
Lucy-sur-Yonne är en kommun i departementet Yonne i regionen Bourgogne-Franche-Comté i norra Frankrike. Kommunen ligger i kantonen Coulanges-sur-Yonne som tillhör arrondissementet Auxerre. År 2022 hade Lucy-sur-Yonne 119 invånare.

## Befolkningsutveckling
Antalet invånare i kommunen Lucy-sur-Yonne
| Referens: INSEE |